# Borja San Emeterio
Borja San Emeterio (Sierra de Ibio, 16 maart 1997) – voetbalnaam Borja – is een Spaans voetballer die bij voorkeur als rechtsback speelt. Hij staat onder contract bij Racing Santander, waar hij in 2014 doorstroomde vanuit de eigen jeugdopleiding. Hij is de tweelingbroer van Federico San Emeterio, die eveneens onder contract staat bij Racing Santander.

## Clubcarrière
Borja sloot zich op tienjarige leeftijd aan in de jeugdacademie van Racing Santander. Op 16 november 2014 debuteerde Borja in de Segunda División tegen CD Lugo. Hij speelde twintig competitiewedstrijden tijdens het seizoen 2014/15, maar kon niet voorkomen dat zijn team op een degradatieplaats eindigde.

## Interlandcarrière
Borja debuteerde in 2015 voor Spanje –19.